# Корисні копалини Тунісу
Корисні копалини Тунісу.
Країна має запаси бариту, зал. руд, калійних солей, нафти і газу, фосфоритів (родовище Гафса), поліметалічних руд та інших корисних копалин. Найважливіша мінеральна сировина — нафта, хоч за її запасами, Туніс набагато поступається сусіднім країнам. Перші значні родовища нафти були виявлені у 1964 в районі Бормі, поблизу південного кордону з Алжиром.
Таблиця. — Основні корисні копалини Тунісу станом на 1998—1999 рр.
| Корисні копалини                         | Запаси       | Запаси   | Вміст корисного компоненту в рудах, % | Частка у світі, % |
| Корисні копалини                         | Підтверджені | Загальні | Вміст корисного компоненту в рудах, % | Частка у світі, % |
| Барит, тис. т                            | 3200         | 5000     | 35–50 (BaSO4)                         | 0,9               |
| Залізні руди, млн т                      | 58           | 106      | 56 (Fe)                               |                   |
| Калійні солі в перерахунку на К2О, млн т | 19           | 34       | 1,5 (К2О)                             | 0,3               |
| Нафта, млн т                             | 45,1         | 264      |                                       |                   |
| Плавиковий шпат, млн т                   | 1            | 1,5      | 29 (CaF2)                             | 0,5               |
| Природний горючий газ, млрд м³           | 78           |          |                                       | 0,1               |
| Свинець, тис. т                          | 313          | 700      | 4,2 (Pb)                              | 0,3               |
| Фосфорити, млн т                         |              | 40,5     | 15 (Р2О5)                             |                   |
| Цинк, тис. т                             | 550          | 1760     | 11,7 (Zn)                             | 0,2               |

У 2000 почата програма розвідки на алмази площі Kebbouch-Sud, що за 12 км від Боґріна (BougrineTunisiaAfrica).